# Paul Popp
Paul Popp (* 2. Februar 1963 in Wien) ist ein ehemaliger österreichischer Radrennfahrer und Sportlicher Leiter eines Radsportteams.

## Leben
1981 gewann Paul Popp als einer von insgesamt drei Österreichern die prestigeträchtige Dusika Jugendtour, 1984 wurde Paul Popp Österreichischer Staatsmeister im Einzelzeitfahren. Zwei Jahre später wurde er nationaler Meister auf der Straße. 1985 holte er zwei Etappensiege in der Niedersachsen-Rundfahrt. Mehrfach entschied er Etappen der Österreich-Rundfahrt für sich; 1986 errang er das Sprint-Trikot, gewann die Niederösterreich-Rundfahrt und belegte trotz Defektpech den 5. Platz bei der Weltmeisterschaft im Straßenrennen in Colorado Springs. 1987, 1988 und 1989 nahm er erfolgreich am Giro d’Italia der Berufsradrennfahrer teil. Zahlreiche Sprintsiege bei prestigeträchtigen Rennen wie Grand Prix Guillaume Tell, zahlreiche Top-3-Platzierungen bei bedeutsamen Rennen wie Giro d’Italia, Giro del Trentino, Sizilien-Rundfahrt, GP Denain sowie ein 7. Platz bei Mailand–Sanremo waren die Meilensteine der Profikarriere. 1990 wurde er österreichischer Vizemeister auf der Straße. Insgesamt errang er dreizehn nationale Titel (in den Disziplinen 1000-Meter-Zeitfahren, im Omnium, in der Mannschaftsverfolgung sowie im Zweier-Mannschaftsfahren).
1984 nahm Popp an den Olympischen Spielen in Los Angeles teil, er startete im Punktefahren und wurde im 1000-Meter-Zeitfahren 21.
Die drei Brüder Popps, Reinhard, Helmut und Martin, waren ebenfalls Radrennfahrer. Jahrelang leitete Popp gemeinsam mit Bernhard Rassinger das Elk Radsportteam bis zu seiner Auflösung Ende 2009.
Beruflich war Popp zunächst Handelsvertreter bei der Elk-Fertighaus. Von 2003 bis 2009 war er Vertriebsleiter der Bien-Zenker in Deutschland. Von 2009 bis 2012 war er Vertriebsverantwortlicher für Weberhaus in Österreich. Seit 2014 leitet Popp den Vertrieb der Haas Fertigbau Österreich, seit Mai 2015 auch für Haas Fertigbau Deutschland und Schweiz.